# Wanda Rotha
Wanda Rotha (geb. Wanda Rotter, gesch. Štěpánek, verh. Wiley, * 12. März 1901 in Wien, Österreich-Ungarn; † 5. August 1982 in London, Großbritannien) war eine österreichische Schauspielerin.

## Leben
Wanda Rotter wurde an Wiens Akademie für Musik und darstellende Kunst ausgebildet. Seit 1926 trat sie am Wiener Volkstheater und an mehreren deutschen Spielstätten (in Magdeburg und Hamburg) auf. Ihre letzte Verpflichtung während der Weimarer Republik brachte sie in der Spielzeit 1932/33 ans Kabarett der Komiker. Anfang 1931 debütierte Wanda Rotter in dem Krimi Täter gesucht als Filmschauspielerin. 
1933 musste die jüdische Künstlerin infolge der Machtergreifung aus Deutschland fliehen und ging zunächst in die Tschechoslowakei. Dort fand sie noch im selben Jahr Arbeit am Deutschen Theater von Mährisch-Ostrau. 1937 emigrierte Rotter nach England. Hier änderte sie ihren Namen in Wanda Rotha. Kurz darauf hatte sie dort ihren Durchbruch als Theaterschauspielerin. Besondere Erfolge feierte Wanda Rotter in Queen Christina (1937) und Elisabeth of Austria (1938). Mit dem letztgenannten Stück gelang der Wienerin im Frühling 1939 schließlich der Sprung an Londoner Bühnen. In ihrem Exil wirkte Wanda Rotter sporadisch in Kino- und Fernsehfilmen mit. Abstecher führten sie auch zu deutschen und US-Produktionen, wo sie an der Seite von Stars wie Hans Albers, Maximilian Schell (in dessen legendärer Hamlet-Interpretation von 1960) und John Wayne auftrat. 
Wanda Rotter / Rotha war zeitweilig mit dem tschechischstämmigen Kollegen Karel Štěpánek verheiratet. Infolge ihrer letzten Eheschließung hieß sie Wanda Wiley.

## Filmografie
- 1931: Täter gesucht
- 1931: Wie wohne ich gut und billig (Kurzfilm)
- 1947: Mrs. Fitzherbert
- 1953: Saadia
- 1955: Secret File, U.S.A. (eine Folge der TV-Serie)
- 1957: Destination Downing Street (drei Folgen der TV-Serie)
- 1957: Der tolle Bomberg
- 1960: Hamlet, Prinz von Dänemark (TV)
- 1964: Circus-Welt (Circus World)
- 1964: Legende einer Liebe (TV)
- 1967: Delirium zu zweit auf unbegrenzte Zeit (TV-Film)

## Einzelnachweis
1. ↑  Das oftmals zu lesende Geburtsjahr 1905 ist nicht zutreffend.

| Personendaten    | Personendaten                             |
| ---------------- | ----------------------------------------- |
| NAME             | Rotha, Wanda                              |
| ALTERNATIVNAMEN  | Rotter, Wanda (Geburtsname); Wiley, Wanda |
| KURZBESCHREIBUNG | österreichische Schauspielerin            |
| GEBURTSDATUM     | 12. März 1901                             |
| GEBURTSORT       | Wien, Österreich-Ungarn                   |
| STERBEDATUM      | 5. August 1982                            |
| STERBEORT        | London, Großbritannien                    |